# تشارلز الكسندر (سياسي)
تشارلز الكسندر هو سياسي كندي، ولد في 13 يونيو 1816 في دندي في المملكة المتحدة، وتوفي في 5 نوفمبر 1905 في مونتريال في كندا. حزبياً، نشط في حزب كيبيك الليبرالي. وقد انتخب عضو الجمعية الوطنية في كيبك ‏.